# Mikaël Silvestre
Mikaël Samy Silvestre (Chambray-lès-Tours, 9 de agosto de 1977) é um ex-futebolista francês que atuava como zagueiro e  lateral.

## Características
Silvestre é o legítimo zagueiro de área viril, mas também é um jogador importante para a zaga por sua imposição física e também pela eficiência no fundamento do cabeceio, marcando assim suas características no clube em que atua.
Além disso, Silvestre também possui uma facilidade em atuar como lateral-esquerdo. Quando não há muitas opções para essa função, ele atua sem problemas nessa posição.

## Carreira

### Rennes
Silvestre foi revelado pelo Rennes, da França, onde atuou entre 1996 e 1998, quando foi vendido à Internazionale.

### Internazionale
Pela Inter, atuou apenas uma temporada, e logo foi interessou ao Manchester United, que o contratou em 1999. No United, conquistou quatro edições da Premier League e uma UEFA Champions League.

### Arsenal
Em 2008, transferiu-se para o Arsenal. Esta foi a primeira negociação entre o Manchester United e o Arsenal desde Viv Anderson, que fez o caminho inverso em 1987. No Arsenal, foi titular durante parte da sua passagem, atuando em 26 partidas pela Premier League. Após dois anos nos Gunners, foi dispensado e ficou sem clube.
Após ter sido dispensado pelo Arsenal, Silvestre assinou contrato de dois anos com o Werder Bremen, da Alemanha.

### Seleção Francesa
Entre 2001 e 2006, atuou com a camisa da Seleção Francesa, participando da conquista da Copa das Confederações de 2001. Participou também de jogos das Eliminatórias da Copa do Mundo de 2006, além de ter entrado no grupo de jogadores convocados para a disputa da Eurocopa 2004 e da Copa do Mundo de 2006. Voltou a ser convocado em novembro de 2008 para um amistoso contra o Uruguai, mas não chegou a entrar em campo. Desde então, não foi mais convocado pelos bleus. Pela seleção principal, atuou em 40 partidas, marcando dois gols.

## Títulos
Manchester United
- Premier League: 1999-00, 2000-01, 2002-03, 2006-07, 2007-08
- FA Cup: 2003-04
- Carling Cup: 2005-06
- FA Community Shield: 2003, 2007
- UEFA Champions League: 2007-08
- Copa Intercontinental: 1999

Seleção Francesa
- Copa das Confederações: 2001, 2003